# 拉绍塞迪夫里
拉绍塞迪夫里（法語：La Chaussée-d'Ivry，法語發音：[la ʃose divʁi]，意为“伊夫里的堤道”）是法国厄尔-卢瓦省的一个市镇，属于德勒区。

## 地理
拉绍塞迪夫里（48°52'56"N, 1°28'45"E）面积8.39 平方千米，位于法国中央-卢瓦尔河谷大区厄尔-卢瓦省，该省份为法国北部内陆省份，北起顺时针与厄尔省、伊夫林省、埃松省、卢瓦雷省、卢瓦-谢尔省、萨尔特省和奧恩省接壤。
与拉绍塞迪夫里接壤的市镇（或旧市镇、城区）包括：厄尔河畔加雷讷、甘维尔、日勒、勒梅尼勒西蒙、乌兰、伊夫里拉巴塔耶。

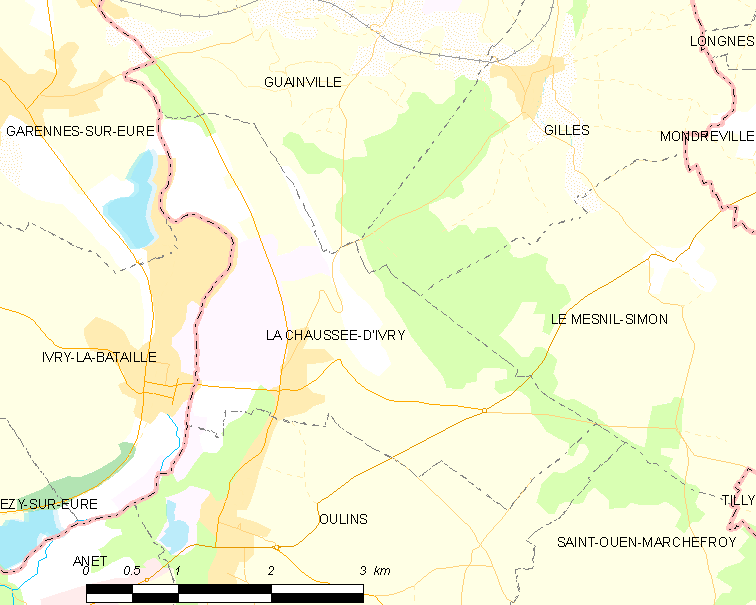
拉绍塞迪夫里的OSM定位图

拉绍塞迪夫里的时区为UTC+01:00、UTC+02:00（夏令时）。

## 行政
拉绍塞迪夫里的邮政编码为28260，INSEE市镇编码为28096。

## 政治
拉绍塞迪夫里所属的省级选区为阿内特县。

## 人口

1962-2008年间拉绍塞迪夫里人口变化图示

拉绍塞迪夫里于2022年1月1日时的人口数量为1307人。